# Sottochiesa
Sottochiesa (in dialetto bergamasco Sötcesa [søˈt͡ʃeːzɑ]) è una frazione del comune di Taleggio che si trova nell'omonima valle. Situata sotto l'abitato di Pizzino, è capoluogo del comune di Taleggio.
Conserva all'interno dei suoi confini la chiesa Prepositurale di San Giovanni Battista che, resasi autonoma dalla chiesa Madre di Pizzino nel 1494 venne ampliata dal 1731 al 1736, al cui interno sono conservate numerose opere d'arte, tra cui una pala di Andrea Vicentino raffigurante la Vergine tra i Santi Francesco, Rocco e Cecilia.

## Geografia fisica

### Territorio
Il territorio di Sottochiesa si sviluppa lungo il versante meridionale e soleggiato della Val Taleggio. È circondato a ovest dal torrente Salzana, a nord dalla Corna di Pizzino, a sud dall'Orrido e infine a est dalla valle Asinina.
Sottochiesa confina a nord con Pizzino, a sud con il comune di San Giovanni Bianco, ad ovest con la frazione di Olda ed infine a est con la contrada di Ca' Corviglio.
La frazione è collegata alla Strada Provinciale 25 che sale dagli Orridi di Taleggio e parte da San Giovanni Bianco.
Sottochiesa dista 41 chilometri verso nord da Bergamo e 86 chilometri verso nord-est da Milano.

### Clima
Il clima è variabile e cambia in base al variare delle stagioni. Gli inverni sono generalmente freddi e umidi mentre le estati miti e soleggiate. Il mese più caldo è quello di luglio dove si possono raggiungere picchi di 25 gradi. Maggio risulta essere il mese più piovoso dell'anno caratterizzato da fenomeni temporaleschi di media intensità per brevi periodi di tempo.
| Mese               | Mesi | Mesi | Mesi | Mesi | Mesi | Mesi | Mesi | Mesi | Mesi | Mesi | Mesi | Mesi | Stagioni | Stagioni | Stagioni | Stagioni | Anno |
| Mese               | Gen  | Feb  | Mar  | Apr  | Mag  | Giu  | Lug  | Ago  | Set  | Ott  | Nov  | Dic  | Inv      | Pri      | Est      | Aut      | Anno |
| ------------------ | ---- | ---- | ---- | ---- | ---- | ---- | ---- | ---- | ---- | ---- | ---- | ---- | -------- | -------- | -------- | -------- | ---- |
| T. max. media (°C) | 3    | 5    | 9    | 13   | 18   | 22   | 25   | 24   | 19   | 13   | 7    | 3    | 3,7      | 13,3     | 23,7     | 13       | 13,4 |
| T. min. media (°C) | −5   | −4   | 0    | 3    | 7    | 11   | 14   | 13   | 10   | 5    | 0    | −4   | −4,3     | 3,3      | 12,7     | 5        | 4,2  |

## Origini del nome
Il toponimo è di derivazione latina e prende il nome dalla posizione geografica sotto la frazione di Pizzino, la quale ospita la chiesa Parrocchiale dedicata a Sant'Ambrogio Dottore, matrice della Val Taleggio.  Anticamente possedeva il nome di Piazzacamerdena, poi caduto in disuso in favore di quello attuale.

## Storia
Durante l'età carolingia il territorio era sotto il possesso del Vescovo di Milano e più tardi l'arcivescovo Roberto Visconti cedette in feudo Sottochiesa e tutta la Val Taleggio a Bernabò e Galeazzo Visoconti.
Nel 1010 venne fondata la prima comunità cattolica in Valle Taleggio a Pizzino sotto giurisdizione del prevosto plebano della chiesa battesimale di San Pietro in Primaluna. Fino al 1494 rimase l'unica parrocchia presente in Valle. In seguito si scisse nelle odierne quattro comunità parrocchiali tra cui quella di Olda, Sottochiesa e Peghera.
Agli inizi del 1400 la Repubblica di Venezia ingloba Sottochiesa secondo le divisioni tra le famiglie locali. Assieme alla Serenissima vengono accorpate Pizzino, Peghera e Olda. Numerosi furono gli accordi siglati tra i Visconti e la Repubblica di San Marco, tuttavia nel 1438, l'antico castello di Pizzino venne assediato dai ducali. Con la pace di Lodi del 1454 vengono confermati i confini fino all'arrivo dei Napoleonici nel nord Italia.
A partire dal 1600 ed accentuatosi nella meta del XVIII secolo è il fenomeno dell'emigrazione a Roma. Molti abitanti di Sottochiesa divennero osti e commercianti di vino, tanto da integrarsi nel tessuto sociale romano. Molti di loro, facevano ritorno in Valle portando con se le famiglie una volta raggiunta la vecchiaia. Numerose furono le donazioni effettuate in favore delle istituzioni ecclesiastiche del territorio tra cui la parrocchiale dedicata ai San Giovanni Battista.
Dal 1731 al 1736 venne ricostruita e ampliata la chiesa parrocchiale dedicata a San Giovanni Battista, precedentemente già abbellita grazie alle sovvenzioni provenienti dalla famiglia Salvioni durante il corso del 1600. 
Nel breve periodo all'inizio dell'era napoleonica, in ottemperanza al Decreto sull'amministrazione pubblica e sul comparto territoriale del Regno promulgato l'8 giugno 1805, la Val Taleggio venne unificata sotto un'unica guida amministrativa. Tuttavia questa unione non durò a lungo, infatti dal 1816 vengono riacquistate le rispettive autonomie territoriali. Durante questo periodo nasce il fenomeno dei Bergamini: allevatori di bovini originari della bassa milanese che, durante i mesi estivi portavano le loro mandrie nei pascoli più privilegiati. Durante lo stesso periodo il comune comune costruì appositamente abitazioni e Casere per la realizzazione dei formaggi ancora oggi visibili negli alpeggi in alta quota. Durante i mesi estivi erano 800 i capi di bestiame e scendevano a 40 durante i mesi invernali.
All'inizio del XX secolo, prima dello scoppio della Prima guerra mondiale, a Sottochiesa come in tutta la valle si assisti nuovamente ad un'altra ondata migratoria che decimò il numero di abitanti. Numerosi furono gli sottochiesini, che emigrando negli Stati Uniti a New York trovarono fortuna costituendo famiglia. Anche la Gran Bretagna divenne una meta privilegiata. Molti si re-impiegarono nell'attività di ristoratori o altri nelle imprese boschive in Francia.
Contestualmente allo scoppio del primo conflitto mondiale, nel 1916 tutto il territorio della Val Brembana venne dichiarato zona di polizia militare. A Sottochiesa non fecero più ritorno 8  caduti, oggi ricordati presso il monumento nei pressi della Chiesa parrocchiale.
Durante il ventennio fascista a Sottochiesa fiorirono diverse attività ricettive, tra cui o la Trattoria Quarenghi che ospitava anche sale e tabacchi e valori bollati, l’Albergo Ristorante Cacciatori, l’Albergo della Stagione di Ettore Quarenghi e l’Albergo Mazzoleni che dispone del primo distributore Shell della Valle. All’ingresso del paese altri due esercizi: il Caffè Duca d’Aosta, aperto nei primi anni quaranta dalla famiglia Pavesi (poi Bar-Ristorante Locatelli Angelo) e, di fianco, la Posteria con Bar e Ristorante gestita dagli anni Venti dai coniugi Giulio e Marianna Baroni, poi dalla famiglia Pesenti Basilio.
Il 27 giugno del 1944, durante un rastrellamento nazi-fascista, venne fucilato Giovanni Corvini, abitante di Sottochiesa sordomuto, che non sentendo l'alt delle guardie, venne scambiato per un rivoltoso. 
In seguito all'invasione dell'Italia, da parte dell'esercito tedesco, la Val Taleggio diventa terreno di transito per i prigionieri evasi dal carcere di Bergamo in transito verso la Svizzera. 
Nel dopoguerra si assistette al fenomeno dello spopolamento, causato dalle difficili condizioni economiche lasciate dalla guerra. Privilegiate furono la bassa lodigiana e cremonese, dove numerosi mandriani poterono continuare l'attività agricola precedentemente esercitata nelle malghe. Tale fenomeno si accentuo dopo il 1954 quando, piogge intense devastarono completamente la strada che percorre gli orridi, di fatto interrompendo le comunicazioni con la Valle.

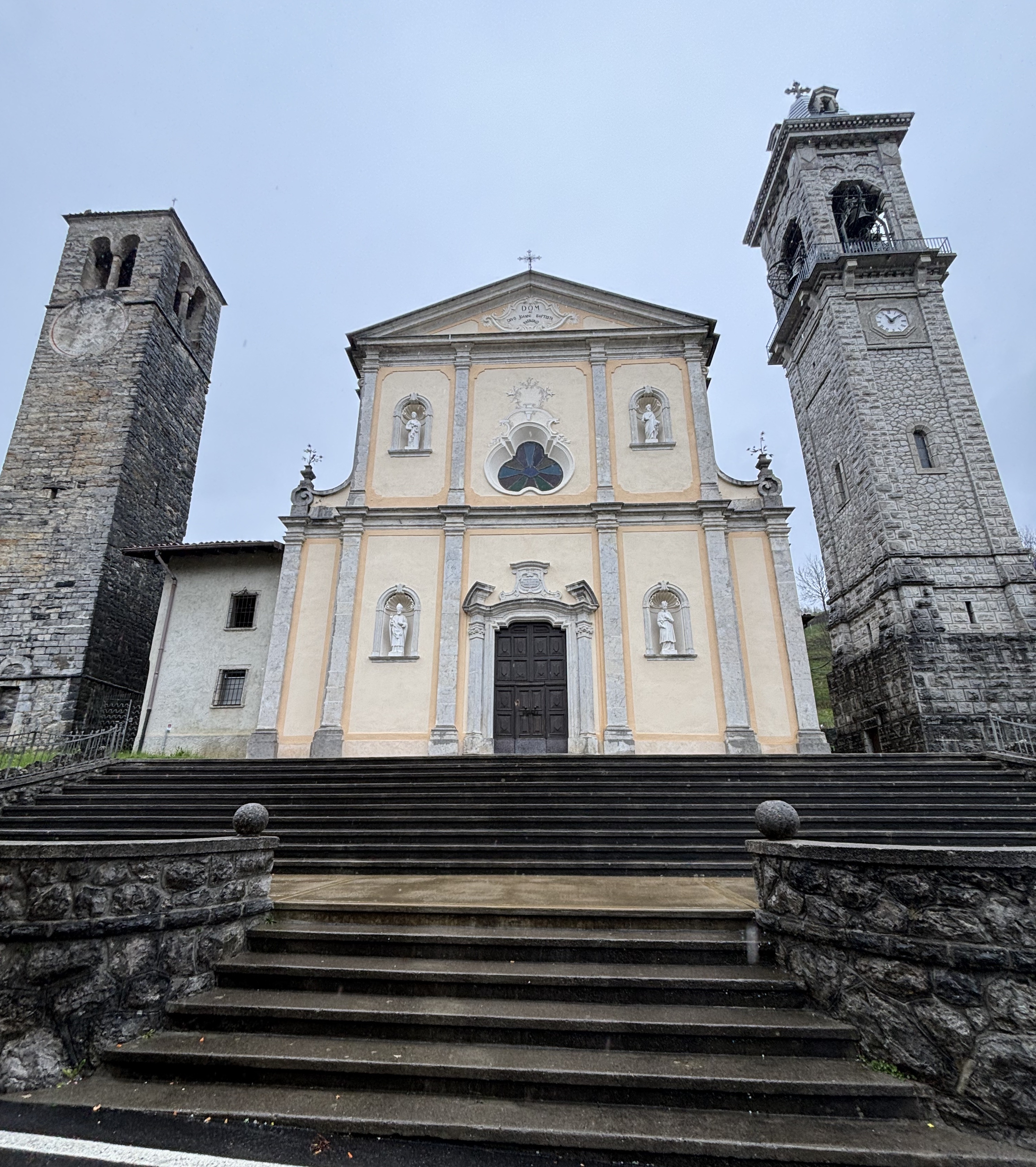
La chiesa prepositurale di San Giovanni Battista con i due campanili: a sinistra quello duecentesco e a destra quello del 1913 progettato da Luigi Angelini

## Monumenti e luoghi di interesse

### Architetture religiose

#### Chiesa prepositurale di San Giovanni Battista
La primitiva chiesa fu costruita nel XIII secolo nella località Sottochiesa, ma solo nel 1478 fu edificata la chiesa dedicata a san Giovanni Battista e si trovava nella diocesi di Milano. Il passaggio alla diocesi orobica fu conseguente alla nuova definizione dei confini diocesani. La chiesa era di dimensioni molto piccole a unica navata e il tetto sorretto da tre archi e consacrata dal vescovo suffraganeo dell'arcivescovo di Milano il Milano il 14 ottobre 1484. La chiesa fu eretta canonicamente a parrocchiale con decreto dell'arcivescovo di Milano Giovanni Arcimboldi del 22 aprile 1494 dopo lo smembramento dalla chiesa matrice di Sant'Ambrogio della località Pizzino.
La chiesa fu visitata da san Carlo Borromeo il 19 ottobre 1566, e dalla sua relazione si evince che la chiesa era povera seppure ben tenute, ordinò che “Si facciano, un bel tabernacolo in legno, che sia bello e indorato e venga posto sopra l’altare maggiore. Si restauri la chiesa al più presto”. Nel 1612 la chiesa fu oggetto di un importante restauro con nuovi decori finanziati dal nobile Bartolomeo Salvioni abitante nel borgo Sana Rosa. La chiesa però non rispondeva più alle necessità della comunità si decise la sua riedificazione. I lavori iniziarono nel 1731 e terminarono nel 1736.
Il passaggio iniziò con l'intervento della Sacra Congregazione concistoriale dei vescovi nel 1784, autorizzazione poi completata con la bolla pontificia del 13 novembre 1786 di papa Pio VI, e nel 1787 dalle autorità ecclesiastiche dell'episcopio. Nel Novecento l'edificio fu restaurato e il 16 settembre 1911 fu nuovamente consacrato dal vescovo di Bergamo Giacomo Radini-Tedeschi che fece dono delle reliquie dei santi Prospero e Innocente che furono sigillate nella nuova mensa dell'altare maggiore. La chiesa mantenne l'antica intitolazione a san Giovanni Battista. Nel biennio 1914-1915 fu costruito il nuovo campanile su progetto dell'architetto Luigi Angelini, mentre la facciata fu ultimata nel 1940 con la posa delle statue marmoree. La seconda metà del Novecento furono eseguiti lavori di consolidamento e ammodernamento con la posa del nuovo altare rivolto verso la navata rispondente all'adeguamento liturgico delle chiese.
Con decreto del 27 maggio 1979 del vescovo Giulio Oggioni la parrocchiale è inserita nel vicariato locale di San Giovanni Bianco-Sottochiesa.

#### Chiesa delle Sante Lucia e Rosa da Lima

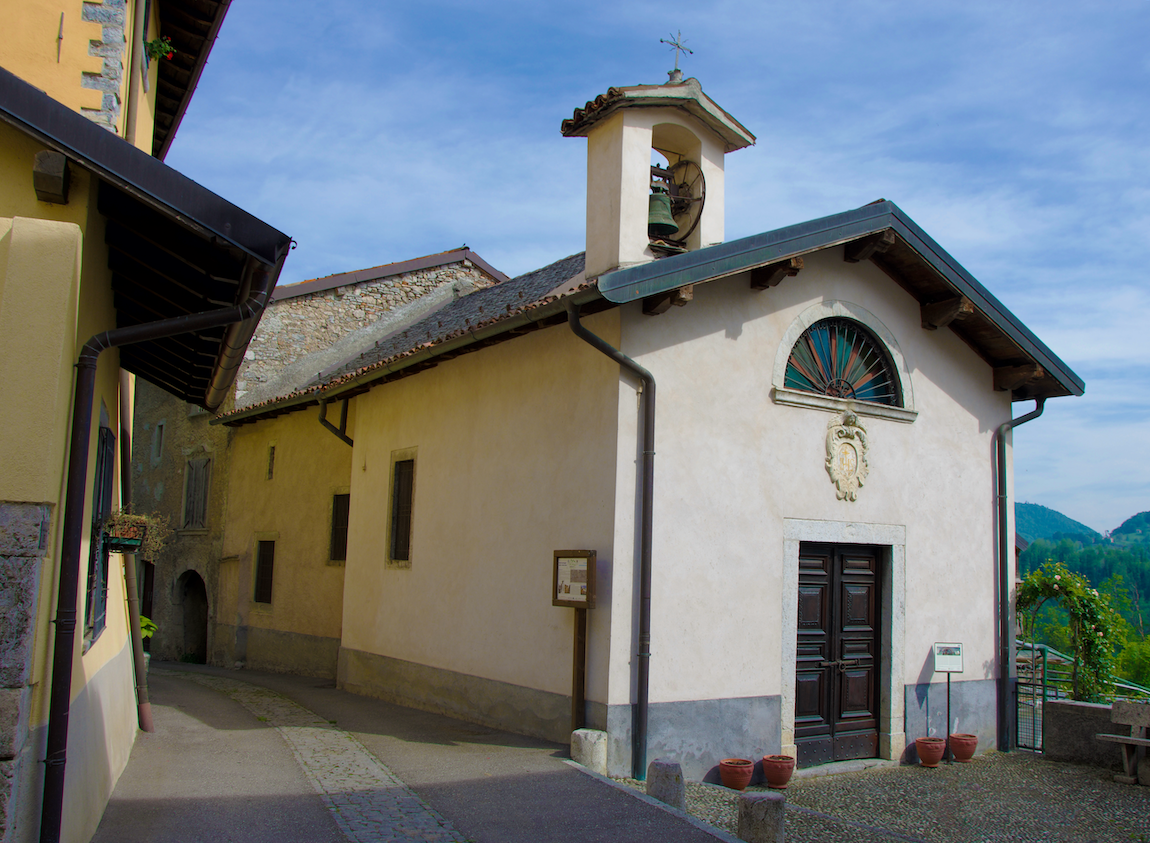
La chiesa delle Sante Lucia e Rosa da Lima

La chiesa venne eretta come cappella ad uso privato nel 1680 da Davide Salvioni Biava, membro appartenente all'omonima famiglia di ricchi benefattori del paese durante il XVIII e il XIX secolo. Per l'occasione l'altare venne abbellito da una pala d'altare raffigurante le Sante titolari dell'edificio, attribuita a Carlo Ceresa, probabilmente una delle sue ultime opere, a causa della dipartita del pittore nel 1679. Posta di fronte all'edificio, è ancora presente l'antica dimora dei proprietari nel piccolo borgo. Durante i primi anni dopo la sua costruzione, la chiesa fu utilizzata dal seminarino della Arcidiocesi di Milano, posto nelle vicinanze dell'edificio. Si narra che in passato esisteva una passerella di legno che collegava la chiesa alla struttura, evitando che gli aspiranti seminaristi passassero per le strade del borgo. Durante il XVIII secolo la chiesa fu data ingestione ad una nobildonna milanese la quale, in seguito alla morte del marito dovette rinunciare all'impegno per mancanza di fondi necessari al sostentamento della struttura. Nel 1998 fu ricostruita la mensa dell'altare maggiore e decorata a motivi geometrici con marmi policromi dipinti. 

### Architetture civili

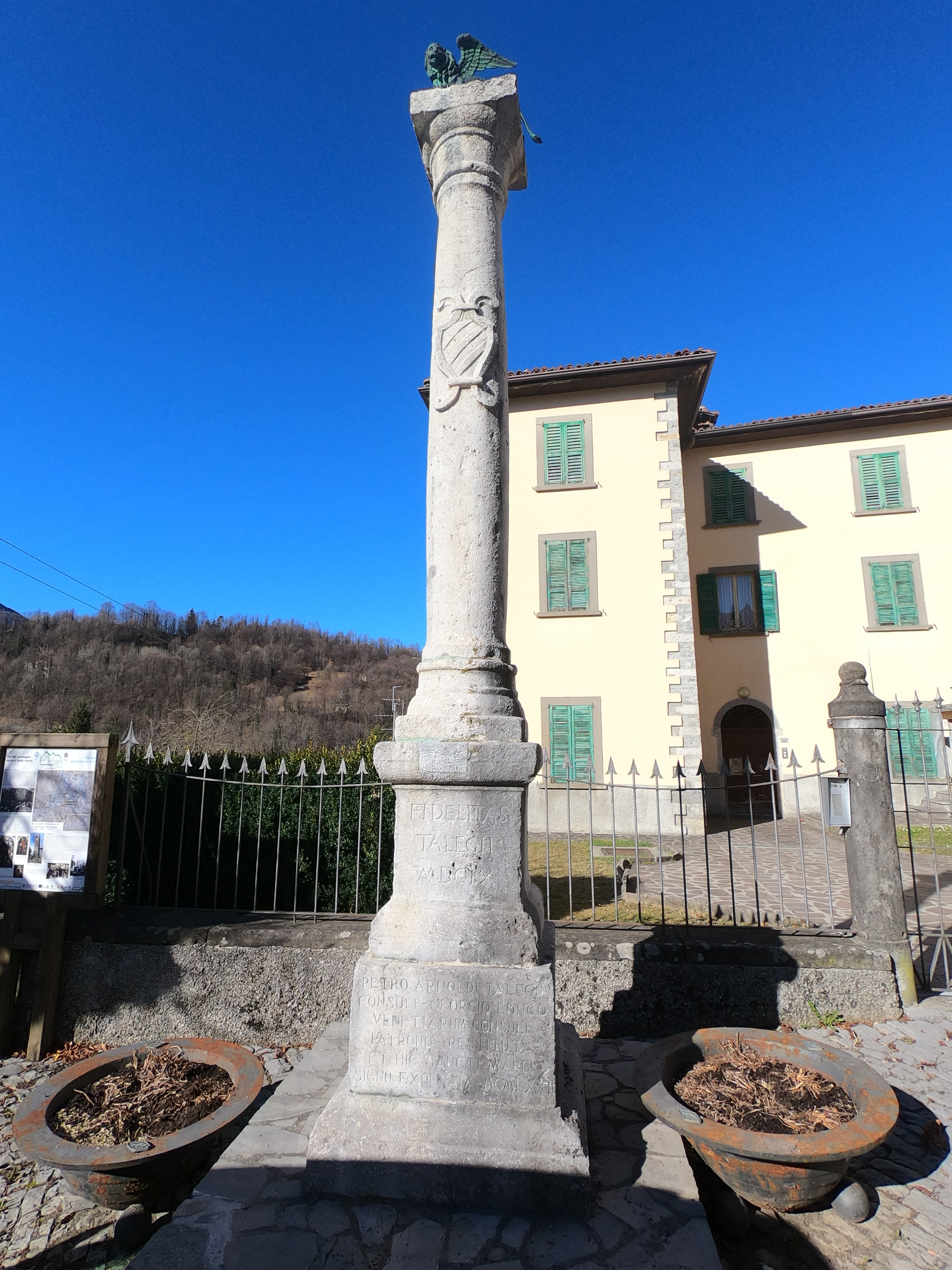
La colonna Fidelitas Talegii

#### Il campanile pendente
A Sottochiesa, accanto alla chiesa Parrocchiale dedicata a san Giovanni Battista è presente un campanile romanico risalente al XIII secolo, utilizzato anche dalla famiglia Salvioni come torre militare. Pericolante e pendente verso sinistra, fu sostituito tra il 1912 e il 1913 con quello attuale, progettato dall'architetto bergamasco Luigi Angelini.

#### Baita del XVI secolo
Percorrendo la strada pedonale che passa conduce al borgo di Ca' Corviglio, all'imbocco del borgo di Santa Rosa, si trova una baita di notevole importanza storica e paesaggistica. Rappresenta un esempio di architettura rurale tipica delle zone montane. Costruita in muratura con muri perimetrali in pietrame, la baita presenta una copertura a tetto a falde inclinate, una caratteristica progettata per facilitare lo scorrimento della neve durante i mesi invernali. La sua origine risale al XIV secolo, anche se ha subito modifiche e ristrutturazioni fino al XX secolo, mantenendo però la sua destinazione d'uso originaria come abitazione rurale montana. Attualmente, l'edificio è di proprietà privata e, sebbene non sia accessibile al pubblico, è visibile dall'esterno, integrandosi armoniosamente con il paesaggio circostante e distinguendosi nel contesto del centro abitato di Sottochiesa. 

### Altro

#### Colonna dellaFidelitas Talegii
Nel 1609 a Sottochiesa, a segno della memoria del legame tra il comune di Taleggio e la Repubblica di Venezia, venne eretta una colonna commemorativa. Spostata nel 1863 dirimpetto alla canonica, venne arricchita nel 1972 con un piccolo leone bronzeo.

## Economia
L'economia di Sottochiesa è strettamente legata all'allevamento di bovini per la produzione di latte e carne. Questa attività agropecuaria è stata una componente fondamentale della vita economica e culturale della comunità locale per molti decenni. Dal 1700 fino alla seconda metà del '900 era presente il fenomeno dei bergamini, abitanti della pianura milanese e lodigiana che d'estate migravano negli alpeggi della valle con il bestiame. A causa delle difficili condizioni economiche, dello spopolamento e dell'avvento tecnologico con la modernizzazione delle tecniche di allevamento, questo fenomeno scomparì lentamente ed inesorabilmente nel secondo dopoguerra. Tuttavia esistono alcune realtà commerciali che arricchiscono l'offerta vallare.